# CEV Champions League 2015-2016 (femminile)
La CEV Champions League 2015-2016 si è svolta dal 27 ottobre 2015 al 10 aprile 2016: al torneo hanno partecipato ventiquattro squadre di club europee e la vittoria finale è andata per la prima volta al Casalmaggiore.

## Formula

### Sistema di qualificazione
In base alla Ranking List 2015 ogni federazione affiliata alla CEV ha potuto schierare un certo numero di club: 
- Posizioni 1-2 ( Turchia,  Russia): 3 squadre;
- Posizioni 3-7 ( Italia,  Azerbaigian,  Francia,  Polonia,  Germania): 2 squadre;
- Posizioni 8-16 ( Svizzera,  Romania,  Serbia,  Rep. Ceca,  Slovenia): 1 squadra.

Le wild card sono state assegnate all'Azerbaigian, alla Polonia e all'Italia.

### Regolamento
Le squadre hanno disputato una prima fase a gironi con formula del girone all'italiana con gare di andata e ritorno; al termine della prima fase:
- Le prime due classificate di ogni girone (tuttavia, essendo la squadra ospitante la Final Four scelta tra queste e già qualificata alle semifinali, viene ripescata la migliore terza classificata) hanno disputato play-off a 12, play-off a 6, tutti giocati con gare di andata e ritorno (nel caso in cui la partita di andata termini con il punteggio di 3-0 o 3-1 e quella di ritorno indifferentemente con il punteggio di 3-0 o 3-1 oppure entrambe le partite terminino con il punteggio di 3-2 viene disputato un golden set), semifinali, finale per il terzo posto e finale.
- La seconda, la terza, la quarta e la quinta migliore terza classificata di ogni girone ha acceduto alla Coppa CEV 2015-16.

## Squadre partecipanti
| - Azərreyl - Lokomotiv Baku - Telekom Baku - Le Cannet - RC Cannes - Dresdner - MTV Stoccarda - AGIL | - Casalmaggiore - River - Atom Trefl Sopot - Chemik Police - Impel - Prostějov - Alba-Blaj - Dinamo-Kazan | - Dinamo Mosca - Uraločka - Vizura - Kamnik - Volero Zurigo - Eczacıbaşı - Fenerbahçe - VakıfBank |

## Torneo

### Fase a gironi
I gironi sono stati sorteggiati a Vienna il 2 luglio 2015.
| Girone A       | Girone B         | Girone C      | Girone D      | Girone E     |
| -------------- | ---------------- | ------------- | ------------- | ------------ |
| Azərreyl       | VakıfBank        | Casalmaggiore | Vizura        | Telekom Baku |
| Lokomotiv Baku | Kamnik           | Eczacıbaşı    | RC Cannes     | Impel        |
| Dinamo-Kazan   | AGIL             | Chemik Police | Uraločka      | Dresdner     |
| MTV Stoccarda  | Atom Trefl Sopot | Prostějov     | Volero Zurigo | Fenerbahçe   |

| Girone F     |
| ------------ |
| Alba-Blaj    |
| Le Cannet    |
| Dinamo Mosca |
| River        |

#### Girone A

##### Risultati
| 28 ottobre 2015 Centr volejbola Sankt-Peterburg, Kazan' Durata: 1h:58 - Spettatori: 1 500  | Dinamo-Kazan   | 3 - 1 | Lokomotiv Baku | 25-21, 23-25, 25-22, 25-22 |
| 28 ottobre 2015 A.Y.S. Sport Hall, Baku Durata: 1h:26 - Spettatori: 1 000                  | Azərreyl       | 3 - 0 | MTV Stoccarda  | 25-18, 25-23, 25-18        |
| 11 novembre 2015 SCHARRena, Stoccarda Durata: 1h:22 - Spettatori: 1 422                    | MTV Stoccarda  | 0 - 3 | Dinamo-Kazan   | 17-25, 20-25, 22-25        |
| 11 novembre 2015 A.Y.S. Sport Hall, Baku Durata: 1h:43 - Spettatori: 1 000                 | Lokomotiv Baku | 3 - 1 | Azərreyl       | 25-14, 22-25, 25-21, 25-21 |
| 26 novembre 2015 Centr volejbola Sankt-Peterburg, Kazan' Durata: 1h:17 - Spettatori: 1 800 | Dinamo-Kazan   | 3 - 0 | Azərreyl       | 25-9, 25-21, 25-20         |
| 25 novembre 2015 A.Y.S. Sport Hall, Baku Durata: 1h:13 - Spettatori: 300                   | Lokomotiv Baku | 3 - 0 | MTV Stoccarda  | 27-18, 25-17, 25-18        |
| 9 dicembre 2015 SCHARRena, Stoccarda Durata: 1h:42 - Spettatori: 1 180                     | MTV Stoccarda  | 3 - 1 | Lokomotiv Baku | 25-23, 26-24, 16-25, 25-16 |
| 9 dicembre 2015 A.Y.S. Sport Hall, Baku Durata: 1h:42 - Spettatori: 1 000                  | Azərreyl       | 1 - 3 | Dinamo-Kazan   | 20-25, 25-21, 21-25, 17-25 |
| 19 gennaio 2016 A.Y.S. Sport Hall, Baku Durata: 1h:41 - Spettatori: 825                    | Azərreyl       | 1 - 3 | Lokomotiv Baku | 25-21, 22-25, 15-25, 14-25 |
| 10 gennaio 2016 Centr volejbola Sankt-Peterburg, Kazan' Durata: 1h:12 - Spettatori: 1 000  | Dinamo-Kazan   | 3 - 0 | MTV Stoccarda  | 25-17, 25-11, 27-25        |
| 27 gennaio 2016 SCHARRena, Stoccarda Durata: 1h:20 - Spettatori: 1 300                     | MTV Stoccarda  | 3 - 0 | Azərreyl       | 25-21, 25-23, 25-22        |
| 27 gennaio 2016 A.Y.S. Sport Hall, Baku Durata: 1h:18 - Spettatori: 300                    | Lokomotiv Baku | 3 - 0 | Dinamo-Kazan   | 25-16, 25-21, 25-23        |

##### Classifica
| Pos | Squadra        | Pt | G | V | P | SV | SP | Ratio | PF  | PS  | Ratio |
| --- | -------------- | -- | - | - | - | -- | -- | ----- | --- | --- | ----- |
| 1.  | Dinamo-Kazan   | 15 | 6 | 5 | 1 | 15 | 5  | 3,000 | 481 | 410 | 1,173 |
| 2.  | Lokomotiv Baku | 12 | 6 | 4 | 2 | 14 | 8  | 1,750 | 521 | 460 | 1,132 |
| 3.  | MTV Stoccarda  | 6  | 6 | 2 | 4 | 6  | 13 | 0,461 | 391 | 456 | 0,857 |
| 4.  | Azərreyl       | 3  | 6 | 1 | 5 | 6  | 15 | 0,400 | 431 | 498 | 0,865 |

#### Girone B

##### Risultati
| 28 ottobre 2015 Hala Tivoli, Lubiana Durata: 1h:26 - Spettatori: 1 100               | Kamnik           | 0 - 3 | Atom Trefl Sopot | 14-25, 19-25, 17-25               |
| 28 ottobre 2015 Burhan Felek Spor Salonu, Istanbul Durata: 1h:51 - Spettatori: 1 573 | VakıfBank        | 3 - 1 | AGIL             | 25-20, 21-25, 25-20, 25-18        |
| 11 novembre 2015 PalaTerdoppio, Novara Durata: 1h:16 - Spettatori: 1 823             | AGIL             | 3 - 0 | Kamnik           | 25-21, 25-12, 25-19               |
| 10 novembre 2015 Ergo Arena, Sopot Durata: 1h:19 - Spettatori: 2 300                 | Atom Trefl Sopot | 0 - 3 | VakıfBank        | 17-25, 20-25, 18-25               |
| 26 novembre 2015 Hala Tivoli, Lubiana Durata: 1h:09 - Spettatori: 1 000              | Kamnik           | 0 - 3 | VakıfBank        | 12-25, 14-25, 15-25               |
| 24 novembre 2015 Ergo Arena, Sopot Durata: 1h:12 - Spettatori: 1 700                 | Atom Trefl Sopot | 3 - 0 | AGIL             | 25-21, 25-21, 25-21               |
| 9 dicembre 2015 PalaTerdoppio, Novara Durata: 1h:49 - Spettatori: 1 625              | AGIL             | 1 - 3 | Atom Trefl Sopot | 25-22, 21-25, 22-25, 21-25        |
| 9 dicembre 2015 Burhan Felek Spor Salonu, Istanbul Durata: 1h:07 - Spettatori: 1 026 | VakıfBank        | 3 - 0 | Kamnik           | 25-19, 25-8, 25-17                |
| 20 gennaio 2016 Burhan Felek Spor Salonu, Istanbul Durata: 1h:20 - Spettatori: 743   | VakıfBank        | 3 - 0 | Atom Trefl Sopot | 25-20, 25-21, 25-18               |
| 19 gennaio 2016 Hala Tivoli, Lubiana Durata: 1h:12 - Spettatori: 300                 | Kamnik           | 0 - 3 | AGIL             | 22-25, 14-25, 17-25               |
| 27 gennaio 2016 PalaTerdoppio, Novara Durata: 2h:06 - Spettatori: 1 450              | AGIL             | 2 - 3 | VakıfBank        | 20-25, 25-21, 21-25, 25-21, 12-15 |
| 27 gennaio 2016 Ergo Arena, Sopot Durata: 1h:18 - Spettatori: 1 300                  | Atom Trefl Sopot | 3 - 0 | Kamnik           | 25-21, 25-22, 25-11               |

##### Classifica
| Pos | Squadra          | Pt | G | V | P | SV | SP | Ratio | PF  | PS  | Ratio |
| --- | ---------------- | -- | - | - | - | -- | -- | ----- | --- | --- | ----- |
| 1.  | VakıfBank        | 17 | 6 | 6 | 0 | 18 | 3  | 6,000 | 503 | 385 | 1,306 |
| 2.  | Atom Trefl Sopot | 12 | 6 | 4 | 2 | 12 | 7  | 1,714 | 436 | 406 | 1,073 |
| 3.  | AGIL             | 7  | 6 | 2 | 4 | 10 | 12 | 0,833 | 488 | 480 | 1,016 |
| 4.  | Kamnik           | 0  | 6 | 0 | 6 | 0  | 18 | 0,000 | 294 | 450 | 0,653 |

#### Girone C

##### Risultati
| 27 ottobre 2015 Burhan Felek Spor Salonu, Istanbul Durata: 2h:09 - Spettatori: 1 563 | Eczacıbaşı    | 2 - 3 | Casalmaggiore | 22-25, 18-25, 25-13, 27-25, 11-15 |
| 28 ottobre 2015 Arena Szczecin, Stettino Durata: 1h:10 - Spettatori: 2 500           | Chemik Police | 3 - 0 | Prostějov     | 25-18, 25-16, 25-21               |
| 10 novembre 2015 Sport Centrum, Prostějov Durata: 1h:24 - Spettatori: 1 300          | Prostějov     | 0 - 3 | Eczacıbaşı    | 21-25, 23-25, 22-25               |
| 11 novembre 2015 PalaRadi, Cremona Durata: 2h:16 - Spettatori: 3 081                 | Casalmaggiore | 2 - 3 | Chemik Police | 16-25, 23-25, 25-23, 25-19, 12-15 |
| 26 novembre 2015 Burhan Felek Spor Salonu, Istanbul Durata: 1h:22 - Spettatori: 750  | Eczacıbaşı    | 3 - 0 | Chemik Police | 25-22, 25-18, 26-24               |
| 25 novembre 2015 PalaRadi, Cremona Durata: 1h:16 - Spettatori: 2 850                 | Casalmaggiore | 3 - 0 | Prostějov     | 25-20, 25-16, 25-21               |
| 9 dicembre 2015 Sport Centrum, Prostějov Durata: 1h:39 - Spettatori: 1 050           | Prostějov     | 1 - 3 | Casalmaggiore | 15-25, 23-25, 25-23, 15-25        |
| 10 dicembre 2015 Arena Szczecin, Stettino Durata: 2h:00 - Spettatori: 5 000          | Chemik Police | 3 - 1 | Eczacıbaşı    | 25-22, 25-19, 25-27, 25-21        |
| 20 gennaio 2016 Arena Szczecin, Stettino Durata: 1h:46 - Spettatori: 5 055           | Chemik Police | 1 - 3 | Casalmaggiore | 23-25, 25-12, 23-25, 17-25        |
| 19 gennaio 2016 Burhan Felek Spor Salonu, Istanbul Durata: 1h:59 - Spettatori: 527   | Eczacıbaşı    | 3 - 2 | Prostějov     | 25-21, 18-25, 22-25, 28-26, 15-12 |
| 27 gennaio 2016 Sport Centrum, Prostějov Durata: 1h:09 - Spettatori: 1 000           | Prostějov     | 0 - 3 | Chemik Police | 19-25, 14-25, 18-25               |
| 27 gennaio 2016 PalaRadi, Cremona Durata: 2h:02 - Spettatori: 2 724                  | Casalmaggiore | 2 - 3 | Eczacıbaşı    | 25-23, 25-20, 18-25, 22-25, 8-15  |

##### Classifica
| Pos | Squadra       | Pt | G | V | P | SV | SP | Ratio | PF  | PS  | Ratio |
| --- | ------------- | -- | - | - | - | -- | -- | ----- | --- | --- | ----- |
| 1.  | Casalmaggiore | 13 | 6 | 4 | 2 | 16 | 10 | 1,600 | 562 | 541 | 1,038 |
| 2.  | Eczacıbaşı    | 11 | 6 | 4 | 2 | 15 | 10 | 1,500 | 559 | 540 | 1,035 |
| 3.  | Chemik Police | 11 | 6 | 4 | 2 | 13 | 9  | 1,444 | 509 | 459 | 1,108 |
| 4.  | Prostějov     | 1  | 6 | 0 | 6 | 3  | 18 | 0,166 | 416 | 506 | 0,822 |

#### Girone D

##### Risultati
| 28 ottobre 2015 Hala sportova, Belgrado Durata: 1h:14 - Spettatori: 1 000       | Vizura        | 3 - 0 | RC Cannes     | 25-23, 25-23, 25-15               |
| 29 ottobre 2015 Saalsporthalle, Zurigo Durata: 1h:07 - Spettatori: 930          | Volero Zurigo | 3 - 0 | Uraločka      | 25-11, 25-18, 25-14               |
| 11 novembre 2015 DIVS Uralochka, Ekaterinburg Durata: 1h:08 - Spettatori: 2 500 | Uraločka      | 3 - 0 | Vizura        | 25-14, 25-21, 25-19               |
| 10 novembre 2015 Palais des Victoires, Cannes Durata: 1h:14 - Spettatori: 1 669 | RC Cannes     | 0 - 3 | Volero Zurigo | 25-27, 17-25, 14-25               |
| 25 novembre 2015 Hala sportova, Belgrado Durata: 1h:09 - Spettatori: 1 300      | Vizura        | 0 - 3 | Volero Zurigo | 17-25, 17-25, 12-25               |
| 25 novembre 2015 Palais des Victoires, Cannes Durata: 2h:02 - Spettatori: 1 212 | RC Cannes     | 2 - 3 | Uraločka      | 21-25, 16-25, 25-18, 25-22, 13-15 |
| 8 dicembre 2015 DIVS Uralochka, Ekaterinburg Durata: 1h:04 - Spettatori: 1 800  | Uraločka      | 3 - 0 | RC Cannes     | 25-19, 25-14, 25-10               |
| 10 dicembre 2015 Saalsporthalle, Zurigo Durata: 1h:11 - Spettatori: 2 050       | Volero Zurigo | 3 - 0 | Vizura        | 25-11, 25-23, 25-16               |
| 21 gennaio 2016 Saalsporthalle, Zurigo Durata: 1h:11 - Spettatori: 1 720        | Volero Zurigo | 3 - 0 | RC Cannes     | 25-20, 25-19, 25-13               |
| 21 gennaio 2016 Hala sportova, Belgrado Durata: 1h:50 - Spettatori: 1 100       | Vizura        | 2 - 3 | Uraločka      | 16-25, 20-25, 25-21, 25-23, 10-15 |
| 27 gennaio 2016 DIVS Uralochka, Ekaterinburg Durata: 1h:23 - Spettatori: 1 500  | Uraločka      | 1 - 3 | Volero Zurigo | 25-19, 18-25, 11-25, 12-25        |
| 27 gennaio 2016 Palais des Victoires, Cannes Durata: 1h:54 - Spettatori: 1 200  | RC Cannes     | 3 - 1 | Vizura        | 26-24, 25-17, 24-26, 25-21        |

##### Classifica
| Pos | Squadra       | Pt | G | V | P | SV | SP | Ratio  | PF  | PS  | Ratio |
| --- | ------------- | -- | - | - | - | -- | -- | ------ | --- | --- | ----- |
| 1.  | Volero Zurigo | 18 | 6 | 6 | 0 | 18 | 1  | 18,000 | 471 | 313 | 1,504 |
| 2.  | Uraločka      | 10 | 6 | 4 | 2 | 13 | 10 | 1,300  | 473 | 462 | 1,023 |
| 3.  | Vizura        | 4  | 6 | 1 | 5 | 6  | 15 | 0,400  | 409 | 495 | 0,826 |
| 4.  | RC Cannes     | 4  | 6 | 1 | 5 | 5  | 16 | 0,312  | 412 | 495 | 0,832 |

#### Girone E

##### Risultati
| 28 ottobre 2015 Margon Arena, Dresda Durata: 1h:47 - Spettatori: 3 000                  | Dresdner     | 1 - 3 | Fenerbahçe   | 17-25, 24-26, 25-19, 12-25        |
| 29 ottobre 2015 Sarhadchi Sport Olympic Center, Baku Durata: 1h:13 - Spettatori: 800    | Telekom Baku | 0 - 3 | Impel        | 17-25, 12-25, 24-26               |
| 11 novembre 2015 Hala Orbita, Breslavia Durata: 2h:19 - Spettatori: 2 500               | Impel        | 2 - 3 | Dresdner     | 17-25, 25-23, 26-24, 21-25, 13-15 |
| 11 novembre 2015 Burhan Felek Spor Salonu, Istanbul Durata: 1h:56 - Spettatori: 500     | Fenerbahçe   | 3 - 2 | Telekom Baku | 21-25, 22-25, 25-22, 25-11, 15-6  |
| 25 novembre 2015 Margon Arena, Dresda Durata: 1h:25 - Spettatori: 3 000                 | Dresdner     | 3 - 0 | Telekom Baku | 25-16, 25-21, 26-24               |
| 25 novembre 2015 Burhan Felek Spor Salonu, Istanbul Durata: 1h:19 - Spettatori: 600     | Fenerbahçe   | 3 - 0 | Impel        | 25-13, 25-10, 25-24               |
| 9 dicembre 2015 Hala Orbita, Breslavia Durata: 1h:28 - Spettatori: 2 500                | Impel        | 0 - 3 | Fenerbahçe   | 23-25, 22-25, 18-25               |
| 10 dicembre 2015 Sarhadchi Sport Olympic Center, Baku Durata: 1h:56 - Spettatori: 1 000 | Telekom Baku | 2 - 3 | Dresdner     | 21-25, 25-20, 21-25, 25-17, 7-15  |
| 21 gennaio 2016 Sarhadchi Sport Olympic Center, Baku Durata: 1h:21 - Spettatori: 1 000  | Telekom Baku | 0 - 3 | Fenerbahçe   | 18-25, 19-25, 16-25               |
| 20 gennaio 2016 Margon Arena, Dresda Durata: 2h:01 - Spettatori: 3 000                  | Dresdner     | 1 - 3 | Impel        | 23-25, 27-29, 25-15, 19-25        |
| 27 gennaio 2016 Hala Orbita, Breslavia Durata: 2h:08 - Spettatori: 1 030                | Impel        | 2 - 3 | Telekom Baku | 18-25, 25-23, 16-25, 25-23, 11-15 |
| 27 gennaio 2016 Burhan Felek Spor Salonu, Istanbul Durata: 1h:22 - Spettatori: 600      | Fenerbahçe   | 3 - 0 | Dresdner     | 25-22, 25-15, 25-23               |

##### Classifica
| Pos | Squadra      | Pt | G | V | P | SV | SP | Ratio | PF  | PS  | Ratio |
| --- | ------------ | -- | - | - | - | -- | -- | ----- | --- | --- | ----- |
| 1.  | Fenerbahçe   | 17 | 6 | 6 | 0 | 18 | 3  | 6,000 | 504 | 390 | 1,292 |
| 2.  | Dresdner     | 7  | 6 | 3 | 3 | 11 | 13 | 0,846 | 522 | 526 | 0,992 |
| 3.  | Impel        | 8  | 6 | 2 | 4 | 10 | 13 | 0,769 | 477 | 521 | 0,915 |
| 4.  | Telekom Baku | 4  | 6 | 1 | 5 | 7  | 17 | 0,411 | 466 | 532 | 0,875 |

#### Girone F

##### Risultati
| 29 ottobre 2015 PalaBanca, Piacenza Durata: 1h:45 - Spettatori: 2 150                | River        | 3 - 1 | Dinamo Mosca | 25-15, 21-25, 25-20, 25-20        |
| 27 ottobre 2015 La Palestre, Le Cannet Durata: 1h:42 - Spettatori: 870               | Le Cannet    | 1 - 3 | Alba-Blaj    | 20-25, 20-25, 25-16, 17-25        |
| 11 novembre 2015 Sala Transilvania, Sibiu Durata: 1h:18 - Spettatori: 1 500          | Alba-Blaj    | 0 - 3 | River        | 24-26, 18-25, 23-25               |
| 12 novembre 2015 Druzhba Multipurpose Arena, Mosca Durata: 1h:10 - Spettatori: 2 100 | Dinamo Mosca | 3 - 0 | Le Cannet    | 25-20, 25-13, 25-17               |
| 26 novembre 2015 PalaBanca, Piacenza Durata: 1h:11 - Spettatori: 2 340               | River        | 3 - 0 | Le Cannet    | 25-21, 25-15, 25-16               |
| 25 novembre 2015 Druzhba Multipurpose Arena, Mosca Durata: 1h:25 - Spettatori: 2 200 | Dinamo Mosca | 3 - 0 | Alba-Blaj    | 25-22, 25-23, 25-18               |
| 9 dicembre 2015 Sala Transilvania, Sibiu Durata: 1h:12 - Spettatori: 1 400           | Alba-Blaj    | 0 - 3 | Dinamo Mosca | 18-25, 13-25, 17-25               |
| 9 dicembre 2015 La Palestre, Le Cannet Durata: 1h:12 - Spettatori: 800               | Le Cannet    | 0 - 3 | River        | 21-25, 19-25, 15-25               |
| 19 gennaio 2016 La Palestre, Le Cannet Durata: 1h:10 - Spettatori: 730               | Le Cannet    | 0 - 3 | Dinamo Mosca | 16-25, 20-25, 14-25               |
| 20 gennaio 2016 PalaBanca, Piacenza Durata: 2h:07 - Spettatori: 1 850                | River        | 3 - 2 | Alba-Blaj    | 25-20, 16-25, 25-22, 24-26, 16-14 |
| 27 gennaio 2016 Sala Transilvania, Sibiu Durata: 1h:37 - Spettatori: 1 650           | Alba-Blaj    | 3 - 1 | Le Cannet    | 22-25, 25-23, 25-16, 25-12        |
| 27 gennaio 2016 Druzhba Multipurpose Arena, Mosca Durata: 1h:15 - Spettatori: 1 900  | Dinamo Mosca | 3 - 0 | River        | 25-18, 25-17, 25-22               |

##### Classifica
| Pos | Squadra      | Pt | G | V | P | SV | SP | Ratio | PF  | PS  | Ratio |
| --- | ------------ | -- | - | - | - | -- | -- | ----- | --- | --- | ----- |
| 1.  | Dinamo Mosca | 15 | 6 | 5 | 1 | 16 | 3  | 5,333 | 455 | 364 | 1,250 |
| 2.  | River        | 14 | 6 | 5 | 1 | 15 | 6  | 2,500 | 485 | 434 | 1,117 |
| 3.  | Alba-Blaj    | 7  | 6 | 2 | 4 | 8  | 14 | 0,571 | 471 | 490 | 0,961 |
| 4.  | Le Cannet    | 0  | 6 | 0 | 6 | 2  | 18 | 0,111 | 365 | 488 | 0,748 |

### Play-off a 12

#### Andata
| 10 febbraio 2016 Burhan Felek Spor Salonu, Istanbul Durata: 1h:52 - Spettatori: 3 265 | Eczacıbaşı       | 2 - 3 | VakıfBank     | 25-27, 25-18, 25-10, 14-25, 10-15 |
| 10 febbraio 2016 A.Y.S. Sport Hall, Baku Durata: 2h:10 - Spettatori: 1 050            | Lokomotiv Baku   | 3 - 2 | Volero Zurigo | 25-21, 22-25, 25-23, 20-25, 16-14 |
| 9 febbraio 2016 Arena Szczecin, Stettino Durata: 1h:26 - Spettatori: 5 000            | Chemik Police    | 0 - 3 | Fenerbahçe    | 20-25, 18-25, 23-25               |
| 10 febbraio 2016 Margon Arena, Dresda Durata: 2h:02 - Spettatori: 3 000               | Dresdner         | 1 - 3 | Dinamo Mosca  | 31-33, 25-21, 22-25, 11-25        |
| 11 febbraio 2016 DIVS Uralochka, Ekaterinburg Durata: 1h:35 - Spettatori: 1 800       | Uraločka         | 1 - 3 | Dinamo-Kazan  | 21-25, 18-25, 25-20, 10-25        |
| 10 febbraio 2016 Ergo Arena, Sopot Durata: 2h:02 - Spettatori: 1 800                  | Atom Trefl Sopot | 3 - 2 | River         | 25-18, 20-25, 25-19, 24-26, 15-13 |

#### Ritorno
| 24 febbraio 2016 Burhan Felek Spor Salonu, Istanbul Durata: 1h:19 - Spettatori: 2 950      | VakıfBank     | 3 - 0 | Eczacıbaşı       | 25-21, 25-18, 25-21        |
| 25 febbraio 2016 Saalsporthalle, Zurigo Durata: 1h:40 - Spettatori: 1 850                  | Volero Zurigo | 3 - 1 | Lokomotiv Baku   | 21-25, 25-18, 25-14, 25-19 |
| 23 febbraio 2016 Burhan Felek Spor Salonu, Istanbul Durata: 1h:14 - Spettatori: 930        | Fenerbahçe    | 3 - 0 | Chemik Police    | 25-21, 25-16, 25-14        |
| 24 febbraio 2016 Druzhba Multipurpose Arena, Mosca Durata: 1h:44 - Spettatori: 1 500       | Dinamo Mosca  | 3 - 0 | Dresdner         | 25-17, 25-13, 25-21        |
| 24 febbraio 2016 Centr volejbola Sankt-Peterburg, Kazan' Durata: 1h:17 - Spettatori: 1 800 | Dinamo-Kazan  | 3 - 0 | Uraločka         | 25-17, 25-13, 25-21        |
| 24 febbraio 2016 PalaBanca, Piacenza Durata: 1h:55 - Spettatori: 1 800                     | River         | 3 - 1 | Atom Trefl Sopot | 25-23, 16-25, 25-21, 25-20 |

#### Squadre qualificate
- River
- Dinamo-Kazan
- Dinamo Mosca
- Volero Zurigo
- Fenerbahçe
- VakıfBank

### Play-off a 6

#### Andata
| 10 marzo 2016 Burhan Felek Spor Salonu, Istanbul Durata: 2h:15 - Spettatori: 2 800      | VakıfBank    | 3 - 2 | Volero Zurigo | 25-23, 25-23, 22-25, 23-25, 15-13 |
| 9 marzo 2016 Burhan Felek Spor Salonu, Istanbul Durata: 1h:52 - Spettatori: 3 500       | Fenerbahçe   | 3 - 1 | Dinamo Mosca  | 25-21, 25-14, 21-25, 25-19        |
| 10 marzo 2016 Centr volejbola Sankt-Peterburg, Kazan' Durata: 1h:15 - Spettatori: 2 000 | Dinamo-Kazan | 3 - 0 | River         | 25-14, 25-23, 25-21               |

#### Ritorno
| 24 marzo 2016 Saalsporthalle, Zurigo Durata: 1h:59 - Spettatori: 2 750            | Volero Zurigo | 1 - 3 | VakıfBank    | 22-25, 34-32, 21-25, 22-25       |
| 22 marzo 2016 Druzhba Multipurpose Arena, Mosca Durata: 2h:14 - Spettatori: 2 200 | Dinamo Mosca  | 2 - 3 | Fenerbahçe   | 19-25, 26-24, 25-19, 18-25, 9-15 |
| 23 marzo 2016 PalaBanca, Piacenza Durata: 1h:20 - Spettatori: 1 900               | River         | 0 - 3 | Dinamo-Kazan | 21-25, 22-25, 21-25              |

#### Squadre qualificate
- Casalmaggiore[3]
- Dinamo-Kazan
- Fenerbahçe
- VakıfBank

### Final Four
|  | Semifinali    | Semifinali    | Semifinali |           |               | Finale          | Finale          | Finale          |  |
|  |               |               |            |           |               |                 |                 |                 |  |
|  | Dinamo-Kazan  | Dinamo-Kazan  | 0          |           |               |                 |                 |                 |  |
|  | Dinamo-Kazan  | Dinamo-Kazan  | 0          |           |               |                 |                 |                 |  |
|  | Casalmaggiore | Casalmaggiore | 3          |           |               |                 |                 |                 |  |
|  | Casalmaggiore | Casalmaggiore | 3          |           | Casalmaggiore | Casalmaggiore   | 3               |                 |  |
|  |               |               |            |           | Casalmaggiore | Casalmaggiore   | 3               |                 |  |
|  |               |               | VakıfBank  | VakıfBank | 0             |                 |                 |                 |  |
|  | Fenerbahçe    | Fenerbahçe    | VakıfBank  | VakıfBank | 0             | 0               |                 |                 |  |
|  | Fenerbahçe    | Fenerbahçe    |            |           |               | 0               |                 |                 |  |
|  | VakıfBank     | VakıfBank     | 3          |           |               | Finale 3º posto | Finale 3º posto | Finale 3º posto |  |
|  | VakıfBank     | VakıfBank     | 3          |           |               |                 |                 |                 |  |
|  |               |               |            |           |               |                 |                 |                 |  |
|  |               |               |            |           |               | Dinamo-Kazan    | Dinamo-Kazan    | 1               |  |
|  |               |               |            |           |               | Dinamo-Kazan    | Dinamo-Kazan    | 1               |  |
|  |               |               |            |           |               | Fenerbahçe      | Fenerbahçe      | 3               |  |

#### Semifinali
| 9 aprile 2016 PalaGeorge, Montichiari Durata: 1h:27 - Spettatori: 3 500 | Dinamo-Kazan | 0 - 3 | Casalmaggiore | 19-25, 18-25, 19-25 |
| 9 aprile 2016 PalaGeorge, Montichiari Durata: 1h:37 - Spettatori: 3 644 | Fenerbahçe   | 0 - 3 | VakıfBank     | 23-25, 22-25, 22-25 |

#### Finale 3º posto
| 10 aprile 2016 PalaGeorge, Montichiari Durata: 1h:45 - Spettatori: 3 500 | Dinamo-Kazan | 1 - 3 | Fenerbahçe | 25-20, 10-25, 18-25, 17-25 |

#### Finale
| 10 aprile 2016 PalaGeorge, Montichiari Durata: 1h:35 - Spettatori: 4 200 | Casalmaggiore | 3 - 0 | VakıfBank | 25-23, 25-23, 25-22 |

## Premi individuali
| Premio                 | Nome                | Squadra       |
| ---------------------- | ------------------- | ------------- |
| MVP                    | Francesca Piccinini | Casalmaggiore |
| Miglior palleggiatrice | Carli Lloyd         | Casalmaggiore |
| Miglior opposto        | Margareta Kozuch    | Casalmaggiore |
| Miglior schiacciatrice | Kim Yeon-koung      | Fenerbahçe    |
| Miglior schiacciatrice | Kimberly Hill       | VakıfBank     |
| Miglior centrale       | Eda Erdem           | Fenerbahçe    |
| Miglior centrale       | Jovana Stevanović   | Casalmaggiore |
| Miglior libero         | Gizem Örge          | VakıfBank     |